# Counter-Strike Online
Counter-Strike Online é um remake do Counter-Strike: Condition Zero orientado para o mercado asiático de jogos, desenvolvido pela sul-coreana Nexon Corporation, com supervisão da licença do titular Valve Corporation. É monetizado através de micro-transações geridas por uma versão customizada da plataforma Steam.

## Jogabilidade
Counter Strike Online apresenta vários modos de jogo: Normal, Deathmatch, Team Deathmatch, Bot Online, Zombie: The Original, Zombie: The Mutation,Zombie: The Hero, Zombie Unite, Deathrun, Only Knife, Only Sniper, Only HE, Only Pistol, Zombie Survivor, Combat Survivor, Gun DeathMatch, Challenge, Zombie Escape, Bazooka Battle, Metal Arena e FunMode.
Contém muitas armas novas, como: XM8, Scar, USAS-12, K1A, MP7A1, QBB95, Anaconda, MG3, Winchester M1887, TRG-42, SVD, VSK94, SL8, M134 Minigun, M14 EBR, Skull-7. Facas como: Skull-9, Soul Bane Dagger, Thommaralk, Katana, Nata Knife Zombie, Hummer Knife Zombie, Parang, Butterfly Knife, Dragon Claw, Duall Nata Knife Zombie e Dragon Knife
O jogo utiliza um sistema de dinheiro, prática comum em jogos de FPS online, com duas diferentes moedas: Points e Cash. Utilizando Points o jogador pode “alugar” armas simples por um prazo de tempo, variando de 3 dias até 30 dias. Já com o Cash, pode-se adquirir armas mais poderosas, por tempo limitado ou permanentemente durante eventos. Cash é a moeda adquirida com dinheiro real e a principal fonte de monetização do jogo.
Também existem vários mapas, para todo tipo de modo. Foram acrescentadas mapas do Counter-Strike e do Counter-Strike Condition Zero, mas também vários mapas foram criados como por exemplo: Camouflage, Tunnel, Dust 2 Annihilation, A.E. (Another Episode), AWP Greece, Gallery, etc. E mapas de zombie como: Abyss, Abyss 2, Abyss 3, Union, Lost City, Double Gate, etc. Modo Zombie utiliza muito mapas padrões como: Italy, Militia, Dust, Train, Assault, Estate, Prodigy etc.
O jogo também tem um sistema de Ranking, Level, e Clan. Outro sistema bom é de Criar Servidor, por que não precisa sofrer igual nas outras versões de Counter-Strike para criar. Basta apenas clica no botão de criar, configurar o mapa, modo, dinheiro de inicio, rounds e pronto só jogar.
Existem vários Personagens novos no jogo, como: Midwest Militia, Red Beret Corporation, Asia Red Army, National Liberation Campaign, Vigilante Corps, Spetsnaz, 707th Special Mission Unit, Chinese Devil Squad, Japanese SAT, Taiwanese Police Special Forces. Novas Garotas Personagens: Jennifer, Natasha, Ritsuka, Choi Ji-Yoon, Yuri, Criss, May, Erika. E Players de história de Modo Zombie: Hero, Steven Gerrard, David Black.
Em 20 de dezembro de 2009 o acesso ao jogo foi restrito, e desde então se encontra disponível apenas para jogadores da Malásia e Singapura.

## Links Exteriores
- «Counter-Strike: Online Official Trailer»
- Jogar no Navegador Online